# 滨汀站
濱汀站（：／ Binjeong yeok */?）曾为韩国铁路水仁线上的一个车站，位于野牧站和一里站之间，目前已废止。

## 历史
- 1937年8月5日，落成使用。